# Liste der Nummer-eins-Hits in den Cash Box Charts (1953)
Diese Liste enthält alle Nummer-eins-Hits in den amerikanischen Cash Box Charts im Jahr 1953. Es gab in diesem Jahr 16 Nummer-eins-Singles. Die Charts bezogen sich in dieser Zeit auf alle veröffentlichten Versionen einen Lieds, aber ab 25. Oktober 1952 wurde der erfolgreichste Musiker mit einem Stern gekennzeichnet.
| Singles |
| --- |
| - Joni James – Why Don'T You Believe Me - 4 Wochen (13. Dezember 1952 – 9. Januar 1953) - Jimmy Boyd – I Saw Mommy Kissing Santa Claus - 2 Wochen (10. Januar – 16. Januar) - Perry Como – Don't Let The Stars Get In Your Eyes - 3 Wochen (17. Januar – 6. Februar) - Teresa Brewer – Till I Waltz Again With You - 6 Wochen (7. Februar – 20. März) - Patti Page – The Doggie In The Window - 7 Wochen (21. März – 8. Mai) - Percy Faith & his Orchestra – Song From "Moulin Rouge - 8 Wochen (9. Mai – 3. Juli) - Eddie Fisher – I'M Walking Behind You - 6 Wochen (4. Juli – 14. August) - Perry Como – No Other Love - 1 Woche (15. August – 21. August) - Les Paul & Mary Ford – Vaya Con Dios - 2 Wochen (8. August – 4. September, insgesamt 5 Wochen) - June Valli – Crying in the Chapel - 1 Woche (5. September – 11. September) - Les Paul & Mary Ford – Vaya Con Dios - 1 Woche (12. September – 18. September, insgesamt 5 Wochen) - June Valli, Darrell Glenn, Rex Allen, The Orioles – Crying in the Chapel - 2 Wochen (19. September – 2. Oktober) - The Ames Brothers – You, You, You - 1 Woche (3. Oktober – 9. Oktober) - Les Paul & Mary Ford – Vaya Con Dios - 2 Wochen (10. Oktober – 23. Oktober, insgesamt 5 Wochen) - Stan Freberg – St. George And The Dragonet - 3 Wochen (24. Oktober – 13. November) - Tony Bennett – Rags To Riches - 1 Woche (11. November – 20. November, insgesamt 5 Wochen) - Julius La Rosa – Eh, Cumpari - 1 Woche (21. November – 27. November) - Tony Bennett – Rags To Riches - 4 Wochen (11. November – 25. Dezember, insgesamt 5 Wochen) - Eddie Fisher, Eddie Calvert – Oh! My Pa-Pa - 6 Wochen (26. Dezember 1953 – 5. Februar 1954, insgesamt 8 Wochen; → 1954) |